# Герб на Малта
Гербът на Малта представлява хералдически старофренски щит с изображението на знамето на Малта, над който е изобразена златна корона във формата на крепост с пет кули. От лявата страна на щита е разположен маслинов клон, а от дясната палмов клон, които са завързани в основата си с двуцветна панделка, бяла от предната страна и червена от задната. Върху панделката стои надпис с черни главни букви REPUBBLIKA TA' MALTA („Република Малта“ на Малтийски език).

## Исторически гербове на Малта
От 1800 г. до 1964 г. Малта е протекторат и колония на Великобритания и използва британския герб. След като страната получава независимост през 1964 г. Малта приема герб, който изобразява щит със знамето на страната, близък до съвременния герб, но с допълнително изображение на два делфина и Средиземно море.
След обявяването на република през 1975 г. Малта приема нов герб, който изобразява традиционна малтийска лодка на брега с изгряващо слънце. Този герб е спорен, тъй като не следва хералдическите правила и е заменен с настоящия герб през 1988, когато националистическата партия идва на власт.
- 1800 – 1801
- 1801 – 1816
- 1816 – 1837
- 1837 – 1952
- 1953 – 1964
- 1964 – 1975
- 1975 – 1988